# Lednia tetonica
Lednia tetonica is een steenvlieg uit de familie beeksteenvliegen (Nemouridae). De wetenschappelijke naam van de soort is voor het eerst geldig gepubliceerd in 2012 door Baumann & Call.